# Variable Gain Adjustment
Ein Variable Gain Adjustment, oder Variable Gain Attenuator (auch „Step attenuator“ genannt), kurz VGA, ist ein elektronisch verstellbares Dämpfungsglied in einem HF-Pfad.
Die Dämpfung kann sowohl binär als auch analog (über eine Steuerspannung) eingestellt werden.
Anwendung findet ein VGA unter anderem im Mobilfunkbereich.
Eine variable Dämpfung wird benötigt, um ein zu starkes Eingangssignal zu dämpfen, damit z. B. die nachgeschalteten Verstärker nicht übersteuern.
Um eine optimale Anpassung zu erhalten, gibt es VGAs, die man in 0,5-dB-Schritten variieren kann.